# 마츠무라 카오리
마츠무라 카오리(일본어: 松村 香織, 1990년 1월 17일 - )는 일본 여성 아이돌 그룹 전 SKE48 팀KII 멤버이다. 그룹을 졸업한 이후에는 유튜버로서 활동을 하고 있다.
사이타마현 출신.

## 내력
2012년
- 5월부터 6월에 걸쳐 실시된 《AKB48 27th 싱글 선발 총선거》에서는 34위로, 넥스트 걸즈에 선출되었다[1].

2013년
- 5월부터 6월에 걸쳐 실시된 《AKB48 32nd 싱글 선발 총선거》에서는 24위로, 언더 걸즈에 선출되었다.

2014년
- 5월부터 6월에 걸쳐 실시된 《AKB48 41st 싱글 선발 총선거》에서는 17위로, 언더 걸즈에 선출되었다[2].

2015년
- 3월 26일, 사이타마 슈퍼 아레나에서 개최된 《AKB48 봄의 단독 콘서트 ~차기 총감독 아직 수행중~》에서, 팀Kll로의 승격이 발표되었다.
- 5월부터 6월에 걸쳐 실시된 《AKB48 41st 싱글 선발 총선거》에서는 13위로, 선발 멤버에 선출되었다[3].

2019년
- 5월 2일, SKE48를 졸업.

## 음반

### 싱글
1. マツムラブ (2013년 10월 20일, NDRC-1)